# Хроники Гондала
Хроники Гондала (англ. The Gondal Chronicles) — серия юношеских произведений, сочиненных знаменитыми английскими писательницами Эмили и Энн Бронте. Не сохранились. Предположительно, они были уничтожены после их смерти Шарлоттой Бронте. О существовании «Хроник» известно благодаря так называемой «дневниковой бумаге» Энн Бронте, написанной по случаю дня рождения её сестры Эмили в июле 1845 года. Иногда Гондальскими хрониками называют весь комплекс произведений, связанный с вымышленным миром младших сестёр Бронте. В этом смысле к нему относится большая часть сохранившихся стихотворений Эмили и Энн Бронте. Энн Бронте замечает:
Мы ещё не закончили наши «Хроники Гондала», которые начали три с половиной года назад. Будут ли они завершены?